# Kapuzinerkloster Konstanz
Das Kapuzinerkloster Konstanz ist ein abgegangenes Kloster des Kapuzinerordens in der Stadt Konstanz. Die Grundsteinlegung erfolgte 1603 auf dem Ort an dem nach der Überlieferung Jan Hus verbrannt wurde. Das zweimal 1638 und 1694 verlegte Kloster wurde 1816 aufgehoben und 1819 zu Wohnungen umgebaut. 1864 erfolgte der Abriss.

## Geschichte

### Gründung
Bereits 1588 versuchte das Domkapitel dem Kapuzinerorden eine Klostergründung in Konstanz zu ermöglichen. Kardinal Andreas von Österreich priorisierte jedoch die Errichtung des Jesuitenkollegs.

### Erstes Kloster
Am 8. November 1602 stimmte Erzherzog Maximilian dem Ersuchen des Dompropstes Jakob Fugger zu. Am 12. April 1603 erfolgte die Grundsteinlegung durch Johann Georg von Hallwyl im Paradies am Ende der heutigen Hussengasse, an der Stelle, wo Hus verbrannt worden war und sich davor der Schindanger befand. Der Grundstein enthielt eine Goldmünze und eine silberne Tafel, auf der der Gründungskontext eingraviert war. Für den Klosterbau kam Jakob Fugger als alleiniger Geldgeber auf. Die Bauleitung führte P. Seraphin Engel von Altstätten. Bereits am 14. April 1604 konnte die Klosterkirche zu Ehren des Apostels Jakobus geweiht werden. Zwischen 1614 und 1615 wurde im Kloster Markus Roy ausgebildet. 1626 wurde Bischof Jakob Fugger im Kapuzinerhabit in der Klosterkirche bestattet. In Erwartung einer erneuten schwedischen Belagerung wurde das Kloster bereits ab dem 10. Februar 1638 zugunsten von Festungsanlagen niedergelegt. Die Kapuziner wurden einstweilen in Verwaltungsgebäuden untergebracht.

### Zweites Kloster
Der zweite Klosterbau folgte in der Vorstadt nahe dem Emmishofer-Turm, an der heutigen Schwedengasse 8. Für den Aufbau wurde Abbruchmaterial des ersten Klosters verwendet. Der Grundstein wurde am 19. März 1648 gelegt. Im Folgejahr am 4. Oktober 1649 wurde die neue Klosterkirche erneut dem Apostel Jakobus geweiht. Am 16. April 1668 spaltete sich die neue vorderösterreichische Kapuzinerprovinz von der schweizerischen Kapuzinerprovinz ab. Man war der Auffassung die Schweizer seien den Österreichern von jeher abhold. Der Klosterbau lag auf sumpfigen Gelände nahe dem See. Die Feuchtigkeit schien der Gesundheit schädlich und verdarb das Gebäude. Die Provinzleitung beschloss daher 1694 das Kloster niederzulegen und anderwärtig wieder aufzubauen.

### Drittes Kloster
Am 4. Dezember 1694 wurde der Grundstein zum dritten Klosterbau im süßen Winkel in der Innenstadt gelegt. Mehrere Häuser wurden zur Gewinnung des Geländes angekauft und abgerissen. Heute liegt der Ostflügel des früheren Postgebäudes über dem Bauplatz. Am 4. Juni 1697 konnte die dritte Klosterkirche erneut zu Ehren des Apostels Jakobus geweiht werden. Am 7. Januar 1702 starb Pater Laurentius von Schnüffis im Kloster, neben Markus Roy der bedeutendste Klosterinsasse. Am 27. Juli 1777 besuchte Joseph II. auf der Rückreise aus Frankreich die Stadt. Angesichts der geringen industriellen Aktivitäten in Konstanz wünschte er die Einrichtung einer Fabrik im Klostergebäude. 1780 besuchte der Kapuzinergeneral das Kloster und wurde mit großem Aufwand empfangen. 1786 ordnete die vorderösterreichische Regierung die Umnutzung zur Kaserne an. Die Durchführung wurde auf Bitten der Kapuziner verschoben. Am 4. April 1788 wurde das Kloster mit der Absicht, mit Schweizer Kolonisten eine Uhrenfabrik nach Genfer Vorbild einzurichten, inventarisiert, versiegelt und geräumt. Zu diesem Zeitpunkt war das Kloster mit 14 Patres und 3 Laienbrüdern besetzt. Die Mönche konnten nach dem Scheitern des Fabrikprojektes zurückkehren. Das Kloster wurde jedoch auf den Aussterbeetat gesetzt. 1804 sind noch 7 Patres und 2 Laienbrüder vermerkt. Am 24. April dieses Jahres fand im Kloster das Provinzkapitel der Kapuziner statt.

### Säkularisation
Der von Joseph II. eingeleitete Säkularisationsprozess wurde von der badischen großherzoglichen Regierung konsequent fortgesetzt. 1816 wurde das Kloster definitif aufgehoben. Nach dem Tod des letzten Guardians Pater Pantaleon Reitermann von Reitermannsfelde 1819 wurde der Klostertrakt geräumt und ab 1819 zu einer Kaserne umgebaut. Nach einer weiteren Nutzung als Hauptzollamt bis 1836 wurde der gesamte Klosterbau 1864 zugunsten des neuen ab 1888 errichteten Reichspost- und Telegrafengebäude abgerissen. Die Klosterkirche wurde 1820 von Großherzog Ludwig I. der evangelischen Gemeinde übereignet und war bis 1863 in deren Besitz.

### Aufgaben und Tätigkeiten des Konvents
Die Kapuzinerpriester wirkten vor allem in der Seelsorge. Die seelsorgerische Betreuung der Kranken und Sterbenden war nach dem Usus der Zeit fast ausschließlich den Kapuzinern anvertraut. Der damit verbundene Einfluss auf die Abfassung von Testamenten brachte ihnen wiederholt den Vorwurf der Erbschleicherei ein. Kapuziner nahmen sich in Gefängnissen in besonderer Weise Inhaftierter und Verurteilter an und begleiteten die zum Tode verurteilten auf ihrem letzten Gang. Heinrich von Kleist verarbeitete diese Aufgabe in der 20. Anekdote (vom Kapuziner) im 53. Abendblatt, vom 30. November 1810. Insbesondere in Seuchenzeiten wie der Pestepidemie von 1635 übernahmen sie die Pflege der Erkrankten.
Ein weiterer Schwerpunkt lag in der Mission, die sich bis tief in die reformierten Kantone der Eidgenossenschaft erstreckte. Zur Beliebtheit der Kapuziner im Volk trug der Verkauf von diversen Klosterarbeiten wie Skapulieren und Kreuzen, Kräuterbuschen bei. Die Kapuziner verstanden sich als professionelle Exorzisten. Belegt ist für Konstanz ein Exorzismus durch einen Kapuziner aus dem Jahr 1740. Ein Mann in der Nähe des Obermarktes redete plötzlich wirr und fiel phasenweise in Melancholie. Der vermeintlich Besessene wurde durch einen hinzugerufenen Kapuziner erfolglos exorziert. Es stellte sich dann heraus, dass der Nachbar einen Protestanten beherbergte. Nach der Ausweisung des Häretikers aus der Stadt gesundete der Betroffene. Schwieriger gestaltete sich Anfang 1747 die Austreibung eines gewalttätigen Poltergeistes in der Druckerei des Ratsherrn Labhart durch die Kapuziner. Erst im Februar des Folgejahres endete der Spuk.

### Ausstattung

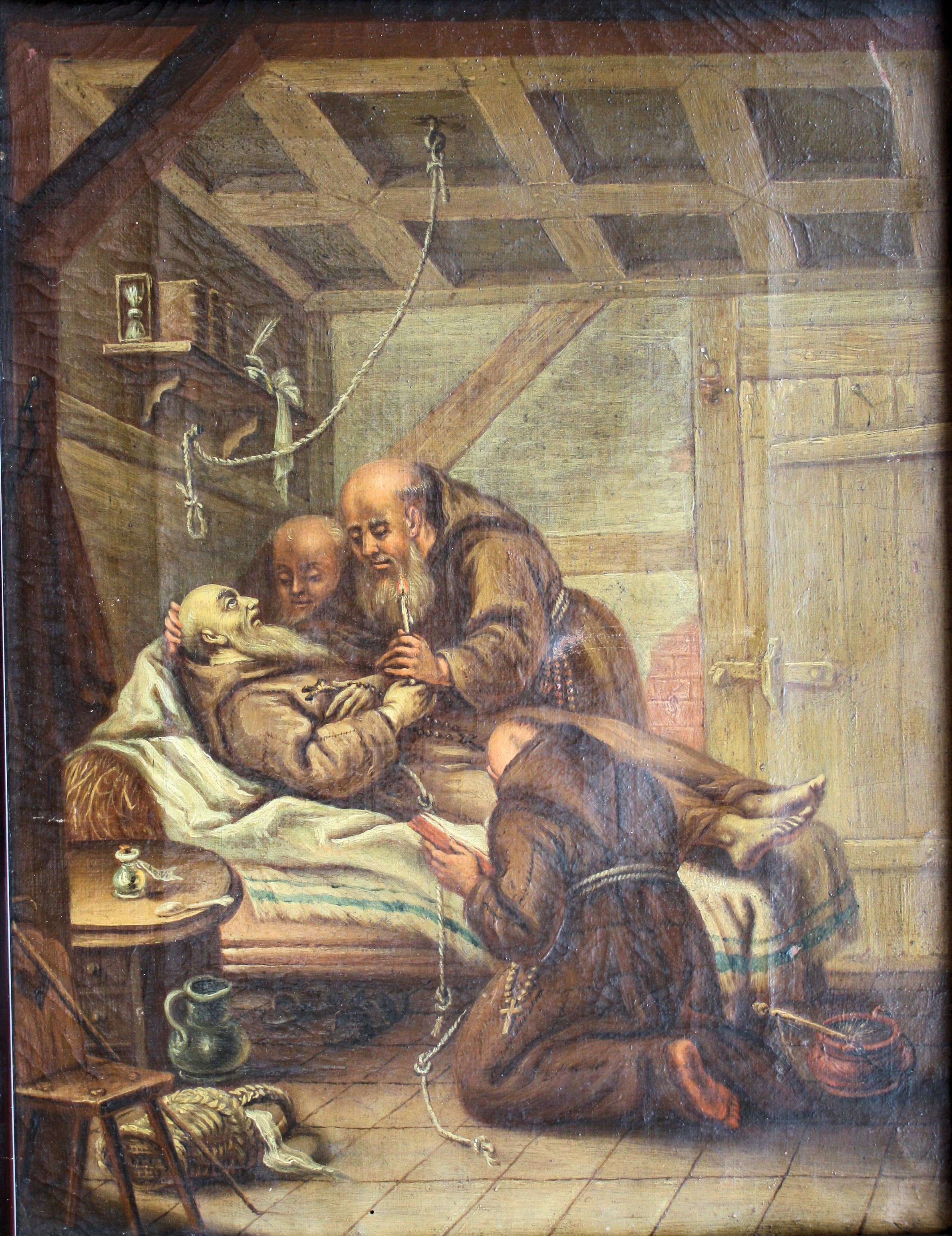
Bonaventura von Andelfingen: Gedenkbild auf den Tod des Paters Floubert am 7. September 1781

Unter den Bildern der Klosterkirche ragten ein bereits 1830 verschollener Zyklus von Philipp Memberger zum Leben des Heiligen Franz von Assisi und als Hochaltarsblatt der Fischfang Petri von Johann Christoph Storer aus dem Jahr 1662 heraus. 1780 renovierte Pater Bonaventura von Andelfingen die Klosterkirche anlässlich des Besuches des Kapuziner-Generals. Im Rosgartmuseum hat sich das qualitätsvolle oft kopierte Fidelis-Purträt von Sebastiano Conca aus dem Jahr 1729 erhalten. Es stammt wohl aus dem ehemaligen Kapuzinerkloster Konstanz.

### Auflösung der Bibliothek
Die Bibliothek des Kapuzinerklosters wurde nach der Aufhebung des Klosters 1807 durch den Badischen Staat eingezogen und der Universitätsbibliothek Freiburg überstellt. Einzelne Bände haben sich in der Bibliothek des Heinrich-Suso-Gymnasiums Konstanz erhalten. Eine Inkunabel gelangte 1898 durch Ankauf in die Universitätsbibliothek Heidelberg.